# Tuimasy
Tuimasy (baschkirisch und russisch Туймазы́) ist eine Stadt in der Republik Baschkortostan (Russland) mit 66.836 Einwohnern (Stand 14. Oktober 2010).

## Geographie
Die Stadt liegt im südlichen Uralvorland, etwa 145 km westlich der Republikhauptstadt Ufa am Fluss Ussen im Flusssystem der Kama.
Tuimasy ist der Oblast administrativ direkt unterstellt und zugleich Verwaltungszentrum des gleichnamigen Rajons.

## Geschichte
Der Ort entstand 1910–1912 als Stationssiedlung beim Bau der Eisenbahnstrecke Simbirsk–Ufa und wurde nach dem nahe gelegenen Dorf (heute Staryje Tuimasy, Alt-Tuimasy) benannt. Die Entwicklung nahm einen bedeutenden Aufschwung mit der Entdeckung einer Erdöllagerstätte 1937, als eine Arbeitersiedlung entstand. 1960 erhielt Tuimasy Stadtrecht.

### Bevölkerungsentwicklung
| Jahr | Einwohner |
| ---- | --------- |
| 1939 | 9.220     |
| 1959 | 23.408    |
| 1970 | 37.021    |
| 1979 | 43.670    |
| 1989 | 57.887    |
| 2002 | 66.687    |
| 2010 | 66.836    |

Anmerkung: Volkszählungsdaten

## Persönlichkeiten
- Leissan Biktaschewa (* 1993), Biathletin
- Nikita Beloussow (* 2002), Fußballspieler